# Washington államban történt légi közlekedési balesetek listája
A Washington államban történt légi közlekedési balesetek listája az Amerikai Egyesült Államok Washington államában történt halálos áldozattal járó, illetve a kisebb balesetek, meghibásodások miatt történt, gyakran csak az adott légiforgalmi járművet érintő baleseteket is tartalmazza évenkénti bontásban.

## Washington államban történt légi közlekedési balesetek

### 1956
- 1956. április 2. Puget Sound, a Port Robinson világítótorony közelében. A Northwest Orient Airlines 2-es számú, N74608 lajstromjelű járata, egy Boeing 377 Stratocruiser típusú repülőgép röviddel a felszállást követően az öböl vizébe csapódott. A gép fedélzetén utazó 32 utas és 6 fős személyzet közül 5 fő életét vesztette a későbbiek során a kórházi ápolás közben.[1]

### 1989
- 1989. december 26., Pasco, Tri-Cities Airport. A United Express 2415-ös számú Jetstream 31 típusú, N410UE lajstromjelű járata leszállás közben a földnek csapódott. A gépen tartózkodó 4 utas és 2 pilóta életét vesztette.[2]

### 2017
- 2017. május 3. 15:30, Mukilteo, Washington állam. Egy a helyi repülőtérről felszállt Piper PA–32 típusú kis repülőgép egy villanyvezetéknek ütközött, kigyulladt és lezuhant. A gép 30 éves oregoni pilótája nem sérült meg, viszont kettő fő könnyebb sérüléseket szenvedett a balesetben.[3]

### 2018
- 2018. augusztus 10., Ketron-sziget. Ellopták a Horizon Air légitársaság N449QX lajstromjelű Bombardier Dash 8 Q400 típusú repülőgépét. A gép a tolvaj képzetlensége miatt lezuhant, saját halálát okozva ezzel.[4]